# Řepín (zámek)
Zámek Řepín je zámecká budova postavená v 19. století v historizujícím novogotickém slohu. Nachází se v zámeckém parku anglického typu v horní části obce Řepín na Mělnicku. Od 3. května 1958 je objekt chráněn jako kulturní památka . Zámek je v soukromém vlastnictví, částečně přístupný je pouze zámecký park.

## Historie

### Středověk a novověk

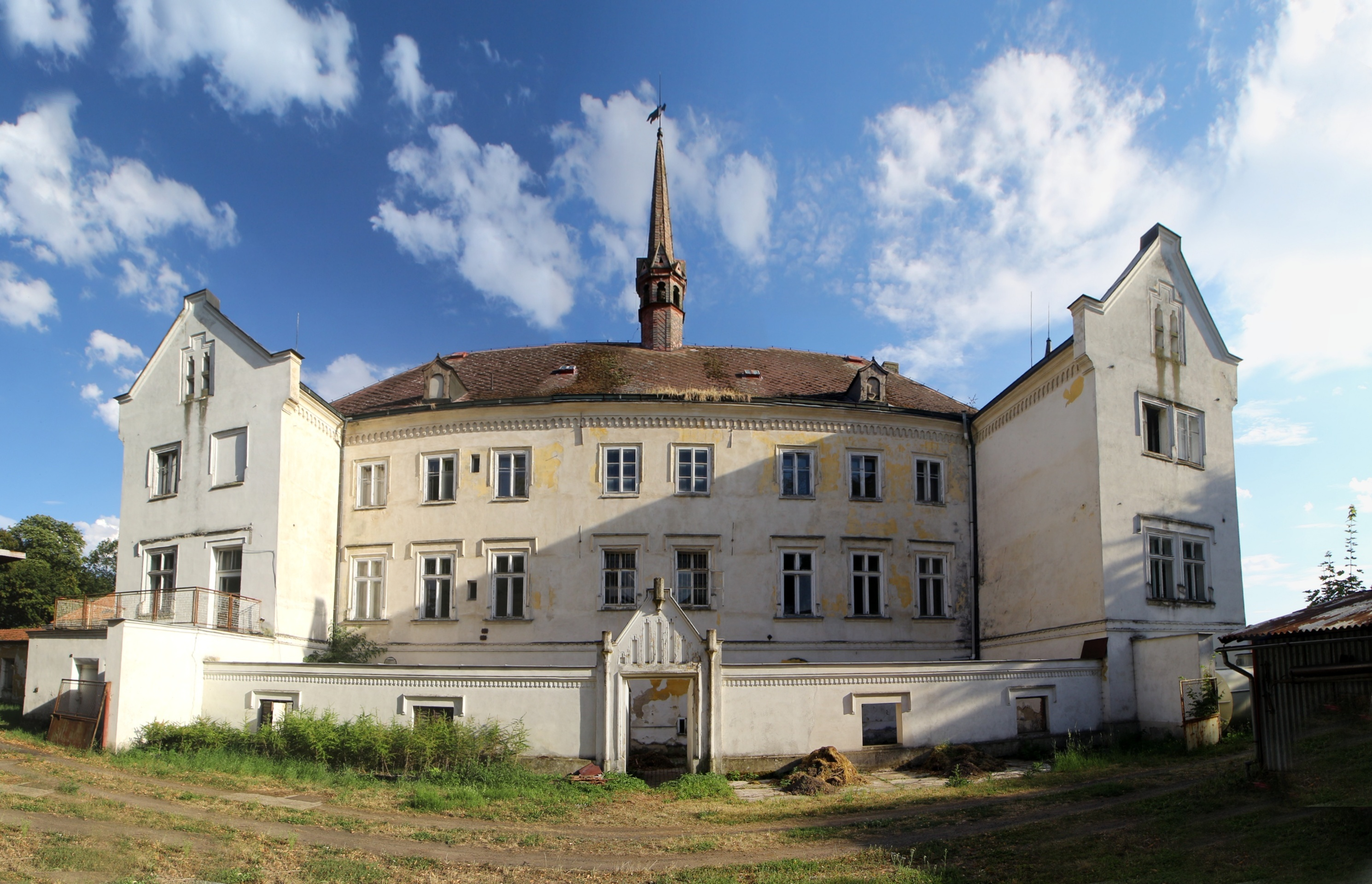
Zámek od severu

V místech dnešního zámeckého areálu stávala tvrz ze 13. století, založená řádem německých rytířů, kteří vesnici vlastnili už v roce 1207 a měli zde svou komendu při kostele Panny Marie Vítězné. Další zmínka o zdejším hradu je z roku 1328, jedná se však zřejmě stále o komendu řádu, neboť němečtí rytíři vesnici drželi až do roku 1411, kdy panství zkonfiskoval král Václav IV.
V době husitských válek a následujících letech se majitelé často střídali. Byli mezi nimi Šumburkové, páni ze Zvěřince, či Hrzánové z Harasova. Další zpráva je z roku 1544, kdy si tvrz nechali její noví majitelé, bratři Zikmund, Jiří a Jan z Nežetic, zapsat do zemských desk.
Roku 1615 panství koupil Mikuláš z Gerštorfu, jemuž však bylo panství za účast na stavovském povstání proti císaři Ferdinandovi II. po roce 1621 zkonfiskováno a řepínské panství přešlo na českého katolíka Filipa Fabricia Plattera z Rosenfeldu, který byl společně s Vilémem Slavatou a Jaroslavem Bořitou z Martinic roku 1618 objektem defenestrace. Platter řepínské panství spojil s Kropáčovou Vruticí a Vysokou Libní.
Po třicetileté válce roku 1650 panství v žalostném stavu koupil Jan Valderode z Eckhausenu, který kolem roku 1670 přestavěl řepínskou tvrz na zámek v barokním slohu a Valderodové z Eckhausenu na zdejším panství sídlili až do konce 18. století. Roku 1806 panství získali Rohanové z Guémenée, kteří zde byli po šedesát let. I za jejich držení byl zámek několikrát stavebně upravován až roku 1876 Artur Rohan řepínské panství prodal Tereziánské akademii ve Vídni, která zámek vlastnila až do roku 1918, kdy byl zkonfiskován československým státem.

### Dvacáté století
Jak stojí na pamětní desce, bylo na konci druhé světové války v roce 1945 v zámku zřízeno velitelství partyzánské brigády vedené sovětským majorem P. A. Kaniševem. Od padesátých let 20. století byly prostory zámku využívány jako domov důchodců.

### Po roce 1989
Po roce 1989 byl zámek vrácen v restituci původním majitelům z rodiny Štěpánových, kteří trvale žijí v Belgii. Zámek však zůstával opuštěný a byl nabízen k prodeji. O zámecký areál se zajímala např. mladobolestavská Škoda Auto, ale ke koupi nedošlo. V roce 2011 byl architektonickým studiem APA – architektonický a projektový ateliér Praha pod vedením architektky Naděždy Zachardové vypracován návrh využití areálu zámku Řepín jako školící středisko (Educa Řepín).